# پانزده (ترانه)
پانزده (به انگلیسی: Fifteen) ترانه‌ای از تیلور سوئیفت خواننده و ترانه‌سرای آمریکایی است. پانزده، چهارمین تک‌آهنگ از آلبوم دوم سوییفت، بی‌باک است که در ۳۰ اوت ۲۰۰۹ منتشر شد.
پانزده با الهام از نخستین سال تحصیل سوییفت در دبیرستان تصنیف شده است. تاکنون بیش از یک میلیون نسخه از این تک‌آهنگ در ایالات متحدهٔ آمریکا به فروش رفته است.